# ريو فوكاوا

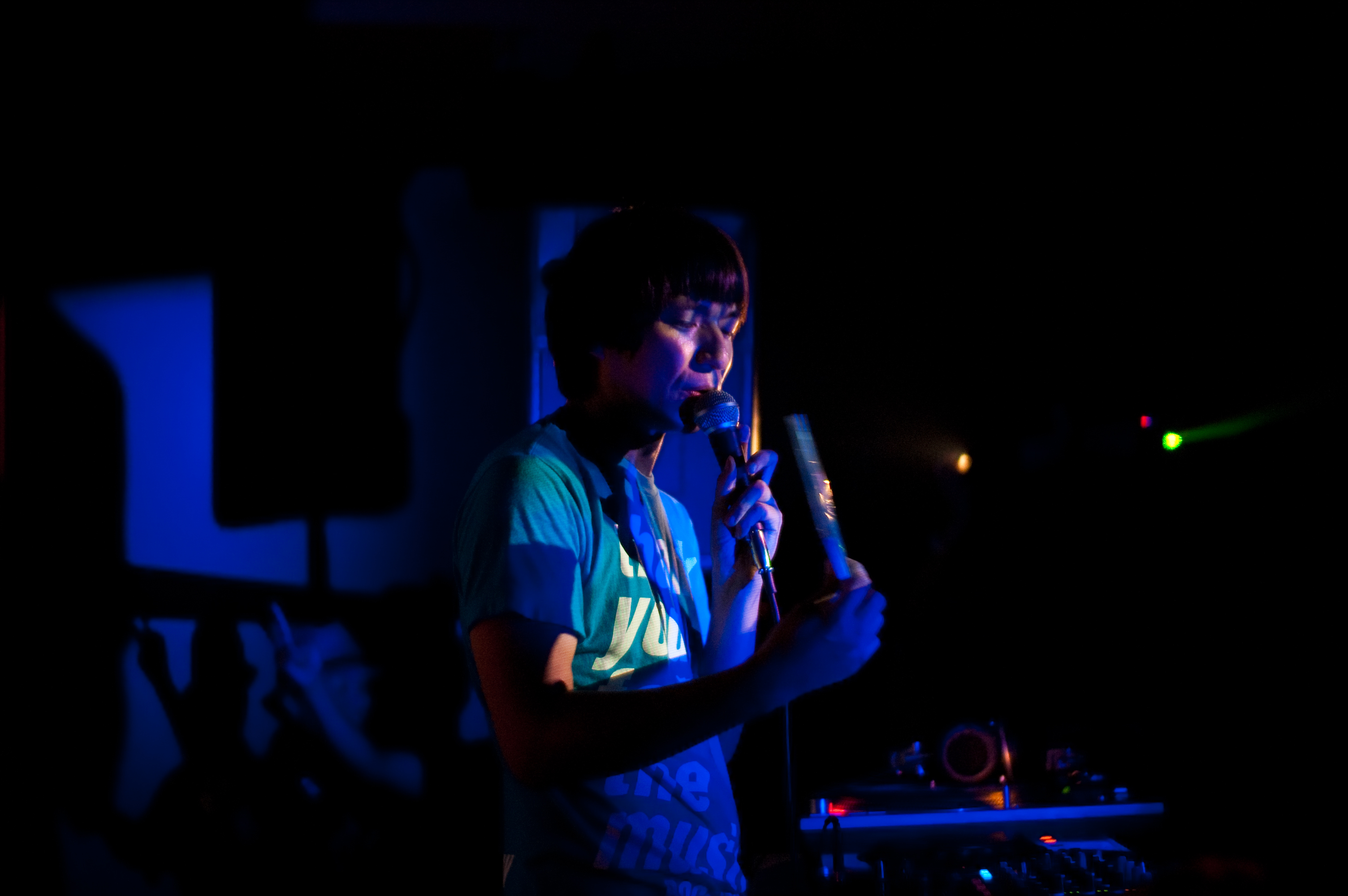

ريو فوكاوا، ولد في 19 أغسطس سنة 1974 في يوكوهاما، كانغاوا.
ممثل هزلي وموسيقي ياباني. هو ينتمي إلى واتانابي للترفيه. على التلفازعموماً هو يقوم بأداء أدوار ثانوية ويميزها بمزج مظهره الصبياني والطفولي. هو ايضاً أحد أعضاء مجموعة اواراي، نو بلان.
تخرج فوكاوا من قسم الاقتصاد في جامعة كيو. هو ايضاً يكون ابن عم فنان المانجا تيتسو هارا. عندما كان يعمل كـ موسيقي «روكيت مان» أُعلن في (2010)

## وصلات خارجية
- ريو فوكاوا على موقع IMDb (الإنجليزية)
- ريو فوكاوا على موقع ميوزك برينز (الإنجليزية)
- ريو فوكاوا على موقع ديسكوغز (الإنجليزية)
- ريو فوكاوا على موقع قاعدة بيانات الفيلم (الإنجليزية)